# ゾック
ゾック (ZOCK) は、「ガンダムシリーズ」に登場する兵器。有人操縦式の人型ロボット兵器「モビルスーツ(MS)」の一つ。初出は、1979年に放映されたテレビアニメ『機動戦士ガンダム』。
作中の軍事勢力の一つであるジオン公国軍の試作機で、水中と地上の両方で活動可能な水陸両用MSの一つ。前後対称形状の胴体や、3本指の腕部クロー、ホバー推進装置を内蔵した極端に短い脚部など、異形が多い水陸両用機のなかでも特徴的な外観をしている。大型ゆえに地上での機動性は低く、内装火器による砲撃を主戦術としている。

## デザイン
ラフスケッチは『機動戦士ガンダム』の総監督である富野喜幸によって描かれ、決定稿はこれをほぼトレースしてクリンナップしたものとなっている。ラフの時点で脚部に「ホバークラフト状ノズル」との但し書きがある。

## 設定解説
超大型熱核反応炉を有する重MS。生産はキャリフォルニアベースで行われた。一年戦争当時のMSとしては破格のジェネレーター出力と9門ものメガ粒子砲を有するが、その代償として機体は肥大化した。敵の包囲攻撃に対処するために前後対称構造を採用したとされるが、この措置は重量から機動性が損なわれたことに対するものともされる。
MSMシリーズの中でも特異な機体であるゾックは手足こそ有するものの、脚部は大型ロケットエンジンとなっており、二足歩行はできない。そのため、機体の移動はジャンプ飛行によって行われる。一方、ジオン公国軍の将兵からは「クチバシ」と呼称される整流殻を有し、速度や軌道に応じて展開角を変更可能。その水中航行時の整流効果は、水陸両用MSでも随一である。この特性から局地専用メガ粒子移動砲座とも俗称されるゾックは、モビルアーマー (MA) 構想確立以前の過渡期に設計された機体であり、小型MAとして位置づけられるため、生産設備はグラブロと同様、艦艇用設備に設けられた。主な任務はミノフスキー粒子の散布下で浮き砲台として機能し、友軍の上陸作戦を支援することにある。
量産化も決定していたが、3機の試作機が作られ、実戦に参加したのはそのうち2号機のみとされている。残る1号機と3号機は、北大西洋艦隊の潜水艦「マンタレイ」に配備された。1号機は輸送中に連邦軍の対潜攻撃機の襲撃を受け、潜水艦ごと失われたとされる。また、3号機は回収されたとする説もあるとされる。

### 武装
メガ粒子砲
8門装備とした資料と、機体前後と頭頂部の計9門装備とした資料が存在する。通常はMS2機分から3機分という反応炉の出力を生かしてビームライフル並みの連射が可能であり、その弾幕はMS1個中隊に匹敵する。また、ジェネレーター直結式の兵装でもある。
フォノンメーザー砲（超音波砲） / メガ粒子砲
頭頂部にメガ粒子砲を装備するとした資料、フォノンメーザー砲（超音波砲）を装備しているとした資料がみられる。
また、ジオン公国軍ではフォノンメーザー砲と呼称されるものの、実装された装備はメガ粒子砲であった、そのうえで実際にフォノンメーザー砲を装備した機体の存在が噂され、詳細不明とした資料もみられる。
アイアン・ネイル
両腕に装備する斬撃・打突用装備。簡易マニピュレーターとしても機能するほか、砲を発射する際のアンカーとしての運用が推察されている。

## ゾック（サンダーボルト版）
漫画『機動戦士ガンダム サンダーボルト』に登場。
後述のPS2版機動戦士ガンダム寄りのデザインに改められ、モビルフォートレス (MF) という設定になっており、伸びた四本の脚にMSM-04「アッガイ」を1機ずつ4機収容している。

## 劇中での活躍
テレビ版第29話で、ボラスキニフが搭乗。機体を観たシャア・アズナブルに酷評を受けるが、ジャブロー基地の入り口を発見する功績を挙げ、本格的なジャブロー侵攻作戦の発端となっている。最後はシャアの撤退を援護してガンダムに前後と頭頂部のメガ粒子砲を浴びせるが、回避されて撃破される。
劇場版では、頭部の一部を水面に出して偵察するシーン、および戦闘中にメガ粒子砲を放つ。その後、61式戦車の砲撃で撃破される。撤退するシャアをアムロ・レイが追う場面が大幅にカットされたため、ガンダムとの直接の戦闘場面も採用されていない。
漫画版（冒険王版）では、宇宙用高速高機動MAとして登場。キシリア・ザビの命令を受けたマ・クベが搭乗するが、ガンダムに撃墜される。その際、爆散する機体にドズル・ザビの旗艦が巻き添えにされて爆沈している。
漫画『機動戦士ガンダム0079』では、原作同様ジャブロー攻略戦に参加する。最低でも2機が投入されていることが確認できる。
漫画『機動戦士ガンダム THE ORIGIN』では、ボラスキニフが搭乗してベルファストで出撃するが、すぐに後退する。この際、シャアはもしガンダムの出撃が確認されたら、自らがゾックに搭乗する意向だった。その後、大西洋上のホワイトベースと交戦してウォン・チャン伍長のコア・ファイターを撃墜するが、スレッガー・ロウ中尉のコア・ファイターのミサイル攻撃によって破壊される。
『サイバーコミックス』022に掲載の安永航一郎の短編漫画「ロボゾック」では、戦闘シーンは原作に準ずるが、シャアによって葬り去られたガルマ・ザビの脳が紆余曲折を経てゾックに移植されている。それが覚醒した結果、ゾックはボラスキニフの操縦を無視してシャアへの復讐に走るが、殺気立ったガンダムに撃破される。
漫画『機動戦士ガンダム オレら連邦愚連隊』では、ジャブロー攻略戦後に、敗走を続ける友軍の逃走時間を稼ぐため、連邦軍北米トロント補給基地を襲撃する。2度の防衛作戦を打ち破り、トロント市街にまで到達するものの、教導団ネメシスに撃破される。
漫画『アッガイ博士』では、全MSメーカーの水陸両用MSによる競技会に参加し、ボラスキニフがパイロットを務める。ただし、開催時期は地球侵攻作戦直前とされている。
漫画『ザ・ブルー・ディスティニー』では、一年戦争末期のキャリフォルニア・ベース防衛戦に登場。後述のゲームのアレンジ版のデザインであるほか、ジャブロー攻略戦に参加した機体のデータは通常のデザインである。ブルーディスティニー1号機との戦闘で撃破される。
漫画『機動戦士ガンダム 赤い三巨星』では、ゴッグ1機とともにジャブロー攻略戦から敗走中の機体が登場。パイロットはトマス軍曹。連邦軍第17独立機械化混成部隊（自称「赤い三巨星」）のジムRR（レッズ）2機と交戦、損傷するも救難信号を受信したクライシンガ・アス少尉率いるMS隊に助けられる。システムがダウンしたため、トマスは機体に謝りつつセラフィマ・シーン伍長のザクIIの手に乗り移る。
漫画『機動戦士クロスボーン・ガンダム DUST』では、宇宙世紀0168年に宇宙で運用されている。

## ゲーム作品への登場
『機動戦士ガンダム（PS2）』『機動戦士ガンダム戦記 Lost War Chronicles』
デザインがアレンジされた機体が登場する。4本脚化された脚部や、大型化された両腹部のフェアリングシェルが特徴である。
『機動戦士ガンダム バトルオペレーション Code Fairy』
「アナザーミッション：バリー編」で、北米戦線で多数の水陸両用MSを従えた指揮官機として登場。連邦軍特殊部隊「ウィッチハント」と交戦する。
『機動戦士ガンダム 連邦vs.ジオンDX』『機動戦士ガンダム ガンダムvs.Ζガンダム』
連邦軍が鹵獲して白を基調に再塗装した、地球連邦軍仕様機が登場する。
『機動戦士ガンダムオンライン』
ジオン軍の重撃機体として登場する。武装は正面へ攻撃するメガ粒子砲とクローしか存在しない。設定とは違いジャンプ力も一般的なMS以下しかない。攻撃力、アーマーは高いものも、その巨体ゆえの当たり判定の大きさや機動力の低さはゲーム内屈指であり、実質趣味的な機体となっている。カラーリングは赤、青、深緑、白、黒、黄など。
『リアルロボット戦線』
戦略SLGであるこの作品では背面から攻撃されると反撃できないというシステムだが、「両面表」という特別な機体能力がゾックにのみ設定された。

## 備考
ゾックのプラモデルはガンプラブーム時の1981年に、1/144スケールで発売されている。また、2007年7月にハイグレード・ユニバーサルセンチュリー (HGUC) シリーズでも発売された。これで、ファーストガンダム（テレビ版および映画版アニメ『機動戦士ガンダム』）に登場した全MSが、HGUCでリニューアルキット化された。なお、現在に至るまでマスターグレード (MG) 化はされておらず、ファーストガンダム登場MSで1/100スケールの商品化がされていないのは、ゾックのみである。